# La Roque-Sainte-Marguerite
La Roque-Sainte-Marguerite é uma comuna francesa na região administrativa de Occitânia, no departamento de Aveyron. Estende-se por uma área de 49,4 km². Em 2010 a comuna tinha 184 habitantes (densidade: 3,7 hab./km²).